# Psicologia forense
La psicologia forense és una branca de la psicologia jurídica que recolza i assessora jutges i magistrats del poder judicial i que ofereix un diagnòstic sobre la forma de ser i actuar dels individus amb relació a uns fets i d'acord amb les exigències del dret. La psicologia forense s'aplica en els processos judicials per a aportar coneixements sobre el comportament humà que ajudin a resoldre els casos.
La paraula «forense» té el seu origen en la paraula llatina forum, que era l'espai públic en el qual se celebraven els judicis públics a l'època dels romans.

## Àmbits d'actuació
- Assessorament tècnic en l'àmbit penal: Tenen la funció d'informar els òrgans judicials, de les característiques psicològiques dels encausats, les víctimes i els penats a través del diagnòstic i l'avaluació. Amb aquesta informació intenten ajudar a jutges i magistrats a prendre decisions amb major exactitud respecte a aspectes del Dret penal. Aquesta tasca es fa mitjançant protocols específics d'avaluació i intervenció professional dissenyats per a respondre a les mesures judicials o atendre a les persones objecte de l'informe.
- Assessorament tècnic en l'àmbit civil: Tenen la funció d'informar els òrgans judicials de la jurisdicció civil, perquè puguin prendre decisions sobre temes relacionats amb el dret civil i l'àmbit civil i que poden tenir importància en sentències relatives a contractes, etc.
- Assessorament tècnic en l'àmbit de menors: Tenen la funció d'informar els òrgans judicials de la jurisdicció de menors sobre la situació psicològica, educativa o familiar del jove avaluat, normalment lligat a situacions anòmales.
- Assessorament en l'àmbit de família: Tenen la funció d'informar els òrgans judicials d'aquells aspectes que afecten la dinàmica familiar amb relació al Dret de família i que poden tenir importància en sentències relatives a règim de visites, etc.

### Institut de Medicina Legal de Catalunya
Dins del servei de Clínica Medicoforense, existeix una secció de Psiquiatria de la qual és subordinada una unitat de psicologia forense.

## Àmbits d'Intervenció
- Ordre jurisdiccional penal: En l'ordenament espanyol és qui s'encarrega de jutjar delictes i faltes excepte sobre la jurisdicció militar. L'actuació dels psicòlegs en aquest cas consistirà en:
  - Analitzar les capacitats cognitives (coneixedor dels actes) o volitives (voluntat o capacitat per controlar-los).
  - Valorar perillositat.
  - Valorar seqüeles en la víctima.
  - Valorar la credibilitat de testimonis, mitjançant l'anàlisi de declaracions.
  - Valorar qualsevol extrem psicològic que serveixi com a element probatori de les tesis de les parts.

- Ordre jurisdiccional civil: És qui s'encarrega, a l'estat espanyol, de temes civils (filiació, matrimoni, etc.). La tasca del psicòleg consistirà en:
  - Valorar la capacitat d'obrar de les persones, i saber si seran capaces d'assumir-ne les conseqüències.
  - Valorar el grau d'incapacitació de les persones per a la seva vida diària.
  - Valorar el dany psicològic de persones que han sofert accidents o malalties.

- Ordre jurisdiccional contenciós administratiu: És l'encarregat de l'actuació de jutjar l'actuació de les administracions públiques i la responsabilitat patrimonial. El psicòleg, en aquest cas, avaluarà a aquelles persones avaluades per administracions públiques, però que han estat objecte d'algun recurs per alguna de les parts implicades en el procés.

## Avaluació psicològica forense
La metodologia de l'exploració psicològica forense es regeix pels principis generals de l'avaluació psicològica adaptats a l'àmbit judicial. Això implica que el dictamen psicològic pot ser rebatut en un judici oral, per tant el psicòleg forense ha de minimitzar la subjectivitat.

### Fases del procés
- 1. Anàlisi de la demanda i viabilitat d'aquesta.
- 2. Anàlisi i revisió de l'expedient judicial.
- 3. Selecció de tècniques i instruments d'exploració.
- 4. Aplicació de tècniques i instruments d'exploració.
- 5. Anàlisi de dades i interpretació de resultats.
- 6. Elaboració de conclusions que donin resposta a la demanda judicial.
- 7. Realització d'un informe on es plasmi tot el procés d'avaluació.

### Principals tècniques d'exploració
- Història clínica forense
- Proves psicodiagnòstiques com per exemple el Million Clinical Multiaxial Inventory (MCMI-III), el MMPI-2, WAIS-III, etc.

### Avaluació de l'engany
La situació legal de la persona avaluada influeix molt en com afronta (motivació) l'administració de les proves, ja que existeix el risc que el subjecte distorsioni el seu estil de resposta. Podem distingir entre els següents estils:
- Simulació (Malingering): Es fabriquen o s'exageren els símptomes físics i/o psíquics amb la idea d'obtenir un benefici.
- Dissimulació (Defensiveness): El subjecte oculta, nega o minimitza els símptomes amb la idea d'obtenir un benefici.
- Apàtic i desmotivat: No està motivat per l'avaluació pel que contesta de forma atzarosa.
- Inexacte o d'error: Tot i estar motivat, la seva manca de capacitat fa que no contesti adequadament.
- Mixt o híbrid: Combina dos o més estils de resposta.

En l'actualitat hi ha proves que detecten l'engany, de la mateixa manera que hi ha escales dels qüestionaris que també detecten aquests estils.

### Informe pericial
És on es detalla tot el procés d'avaluació. Aquest té una doble naturalesa, ja que per una banda és un document científic i per altre una prova judicial i ha de complir els criteris de tots dos. A pesar que existeixen múltiples models, tot informe pericial ha de tenir els següents punts:
- Descripció de la persona, mitjançant la història clínica forense.
- Metodologia emprada.
- Conclusions psicolegals on es dona resposta a les qüestions plantejades en la demanda judicial.

L'informe, ha de ser, escrit amb un llenguatge tècnic però comprensible, ja que pot ser llegit per persones no professionals de la psicologia, i posteriorment pot ser que hagi de ser defensat davant un tribunal que no posseeix l'informe.